# Insalata Cobb
L'insalata Cobb (Cobb salad) è un tipo di insalata statunitense a base di lattuga iceberg, crescione d'acqua, indivia e lattuga romana tritati, pomodoro, pancetta, petto di pollo fritto, uova sode, avocado, erba cipollina, formaggio erborinato e vinaigrette al vino rosso. Quando l'insalata Cobb viene servita, gli ingredienti di cui è composta sono disposti nel piatto in sezioni separate.

## Storia
Esistono diverse storie che spiegano l'origine dell'insalata Cobb. Stando ad una di esse, la pietanza nacque su iniziativa del capo cucina dell'Hollywood Brown Derby di Los Angeles Robert Kreis nel 1929, anno in cui venne inaugurato il ristorante. Il nome del piatto riprende quello di Robert Cobb, il proprietario del locale.
Stando a un'altra versione, l'insalata sarebbe nata tra il 1937 e il 1938 quando, non avendo ancora cenato fino a poco prima di mezzanotte, Cobb preparò un'insalata mischiando vari ingredienti avanzati tra cui un po' di pancetta e della French dressing.
Altri resoconti ancora vogliono che il piatto sia nato nel 1937 quando Cobb preparò il piatto per soddisfare l'appetito dell'imprenditore e showman Sid Grauman. Il giorno seguente, in segno di apprezzamento, Grauman decise di battezzarlo Cobb salad.. L'insalata venne tagliata finemente, perché Grauman aveva appena subito un'operazione dentale e non poteva masticare bene.
Secondo altri, l'inventore dell'insalata Cobb sarebbe invece il cuoco del ristorante Paul J. Posti.
Il piatto è oggi consumabile in moltissime aree di ristoro di tutti gli USA ed è talvolta reperibile nei distributori automatici.

## Alimenti simili
Un piatto non troppo dissimile dalla cobb salad è la chef salad, in cui, oltre alle uova, il pomodoro e il formaggio, sono presenti vari tipi di carne.